# Шпатценгаузен
Шпатценгаузен (нім. Spatzenhausen) — громада в Німеччині, розташована в землі Баварія. Підпорядковується адміністративному округу Верхня Баварія. Входить до складу району Гарміш-Партенкірхен. Складова частина об'єднання громад Зегаузен-ам-Штаффельзе.
Площа — 7,74 км2. Населення становить 743 ос. (станом на 31 грудня 2020).

## Галерея

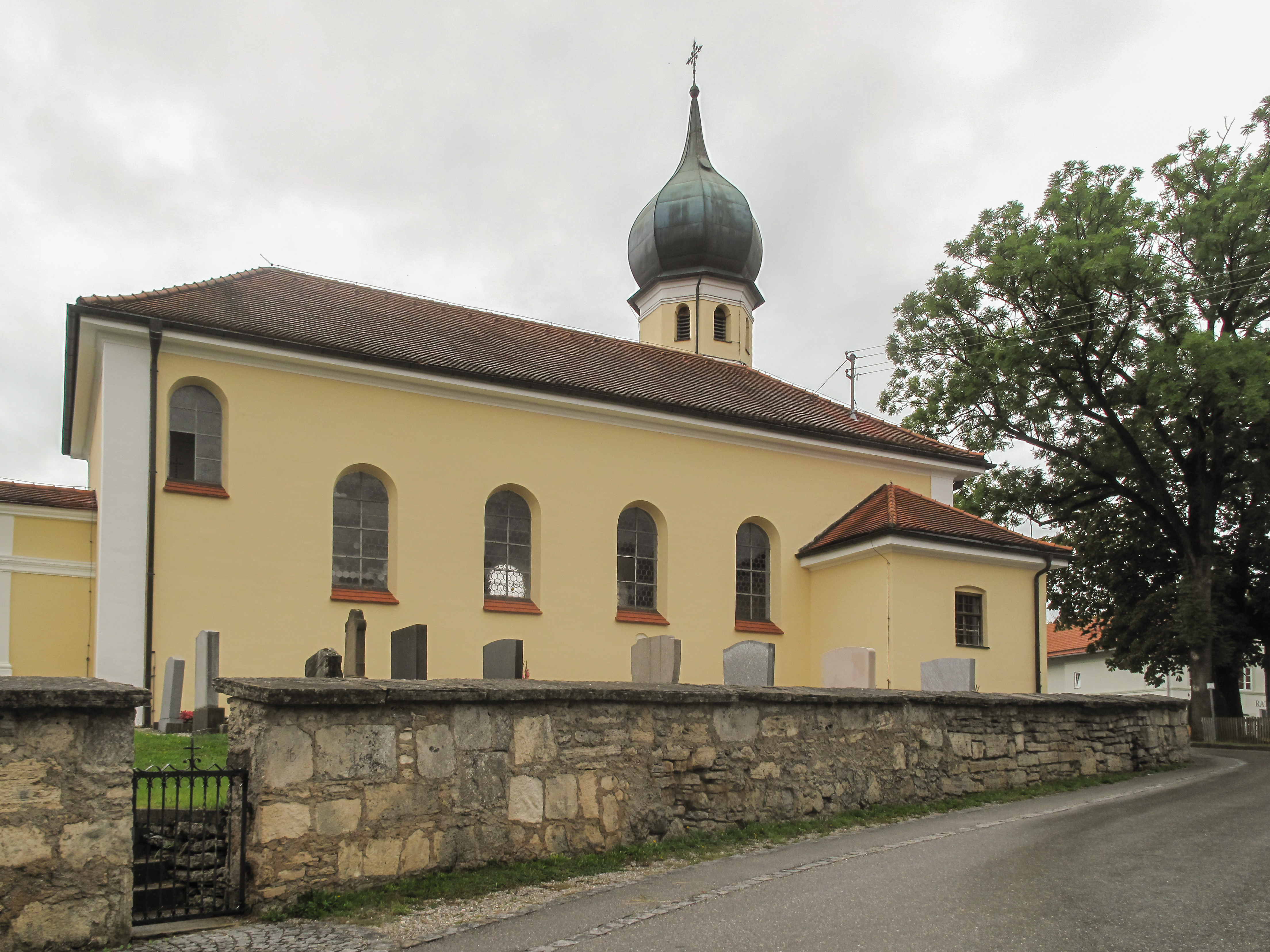